# Ethel Mary Boyce
Pour les articles homonymes, voir Boyce.
Ethel Mary Boyce, née le 5 octobre 1863 à Chertsey et morte dans cette même ville le 3 février 1936, était une pianiste et compositrice anglaise.

## Biographie
Fille de George Boyce, citoyen éminent de Chertseyet de Anne Ogden Brown, elle entra à la Royal Academy of Music où elle fut l'élève de Walter Macfarren pour le piano et de F.W. Davenport pour la composition. Elle a été titulaire d'une bourse de la fondation scolaire Lady Goldsmid, en 1885 ; boursière Potter, en 1886 ; elle reçut le prix Sterndale Bennett en 1886, et la médaille de composition Lucas en 1889,. Elle était fiancée à Edward German, mais ils ne se marieront pas ; et elle se produisait avec son amie Dora Estella Bright, pour des concerts à deux pianos. Elle a beaucoup voyagé, visité la Suisse et l'Italie 

## Œuvres
- Marche en mi pour orchestre, 1889
- Trois cantates : « The Lay of the brown Rosary » pour soprano et alto solos, avec chœur et orchestre ; texte de Elizabeth Barrett Browning, 1890 ; « Young Lochinvar » pour baryton solo avec chœurs et orchestre, 1891 ; « Sands of Corriemie » pour voix de femmes, 1895.
- Magdalen at Michael’s Gate, carole pour quatre voix, texte de H. Kingsley 1893
- Five Songs for the Times, 1917
- Orchard Rhymes, 1917
- Corinna, pour voix deux soprani et alto et orchestre ; texte de Robert Herrick ; Novello's Octavo edition 1918
- Valse en fa pour Piano 1922
- The Silver Thames
- Ye Dainty Nymphs
- Choric measure ; texte de Thomas Lovell Beddoes
- Dirge ; texte de Thomas Lovell Beddoes
- My silks and fine array ; texte de William Blake
- Song's Eternity ; texte de John Clare

## Jugement
« The sudden death of Ethel Boyce, A. R. C. M., at her house in Chertsey on February 3 has removed a most remarkable personality well known and much loved by a wide circle of friends, especially in the musical world. Her exceptional talents and the brilliant success of her academic years seemed to indicate a career of high distinction, such as was achieved by several of her friends and contemporaries » (La mort soudaine de Ethel Boyce, dans sa demeure de Chertsey le 3 février nous a ôté une remarquable personne bien connue, et appréciée d'un large cercle d'amis, spécialement dans le monde musical. Ses talents exceptionnels et son brillant succès lors de ses années à l'académie semblent indiquer une carrière de haute volée, comme il a été noté par plusieurs de ses amis et contemporains)